# 폴 앨런
폴 가드너 앨런(영어: Paul Gardner Allen, 1953년 1월 21일 ~ 2018년 10월 15일)은 빌 게이츠와 더불어 마이크로소프트를 공동 창업한 사업가이자 시애틀 사운더스 FC의 구단주로, 최근 들어 여러 부자 목록에 이름이 등재되었으며, 포브스 지에 따르면 그의 재산은 2006년 세계 6위로, 50억 달러 상당의 마이크로소프트 주식을 포함, 총 227억 달러에 달한다.

## 생애
폴 앨런은 미국 워싱턴주 시애틀 출생으로 1971년 SAT 만점으로 워싱턴 주립 대학교에 입학했으나, 개인용 컴퓨터에서 동작하는 상업용 소프트웨어 개발의 꿈을 이루기 위해 2년 만에 중퇴하고 보스턴에서 직장을 구했는데 이후 어린시절 친구이자 고등학교 2년후배였던 빌 게이츠와 함께 마이크로소프트를 설립하였다.

### 사망
2009년 11월 16일, 폴 앨런의 여동생이자 불칸 (Vulcan)의 최고경영자인 조디 앨런 회장이 폴이 암의 형태인 비호지킨 림프종 (Non-Hodgkin lymphoma)을 진단 받은 상태라고 발표하였다. 2018년 10월 15일 비호지킨 림프종의 재발로 인한 패혈증으로 시애틀의 자택에서 65세의 나이로 별세하였다.

## 같이 보기
- 앨테어 8800